# Гленфілд (Пенсільванія)
Гленфілд (англ. Glenfield) — місто (англ. borough) в США, в окрузі Аллегені штату Пенсільванія. Населення — 212 особи (2020).

## Географія
Гленфілд розташований за координатами 40°31′20″ пн. ш. 80°8′25″ зх. д. / 40.52222° пн. ш. 80.14028° зх. д. (40.522324, -80.140319).  За даними Бюро перепису населення США в 2010 році місто мало площу 2,56 км², з яких 2,12 км² — суходіл та 0,44 км² — водойми.

## Демографія
Згідно з переписом 2010 року, у селищі мешкало 205 осіб у 90 домогосподарствах у складі 56 родин. Густота населення становила 80 осіб/км².  Було 96 помешкань (38/км²).
Расовий склад населення:
| - 94,6 % — білих - 2,4 % — азіатів - 1,0 % — корінних американців |

До двох чи більше рас належало 1,5 %. Частка іспаномовних становила 0,5 % від усіх жителів.
За віковим діапазоном населення розподілялося таким чином: 18,5 % — особи молодші 18 років, 66,4 % — особи у віці 18—64 років, 15,1 % — особи у віці 65 років та старші. Медіана віку мешканця становила 46,1 року. На 100 осіб жіночої статі у селищі припадало 91,6 чоловіків;  на 100 жінок у віці від 18 років та старших — 101,2 чоловіків також старших 18 років.
Середній дохід на одне домашнє господарство  становив 82 442 долари США (медіана — 71 667), а середній дохід на одну сім'ю — 94 911 долар (медіана — 86 250). За межею бідності перебувало 6,1 % осіб, у тому числі 7,4 % дітей у віці до 18 років та 3,4 % осіб у віці 65 років та старших.
Цивільне працевлаштоване населення становило 101 особа. Основні галузі зайнятості: освіта, охорона здоров'я та соціальна допомога — 20,8 %, науковці, спеціалісти, менеджери — 13,9 %, транспорт — 9,9 %, мистецтво, розваги та відпочинок — 9,9 %.